# 新卢德主义
新卢德主义（Neo-Luddism）是一种反对多种形式的现代技术的哲学思想，以活跃于1811年到1816年的卢德运动命名。这些团体和一些现代新卢德主义者的共同特点，是捣毁技术设备或弃之不用，以及提倡简朴的生活。新卢德主义源于技术对个人、团体和环境有负面影响的观点。新卢德主义者也担心未来新技术可能产生的未知影响。现代新卢德主义运动与反全球化运动、无政府原始主义、激进环境主义和深层生态学有关。